# Ursula Goetze

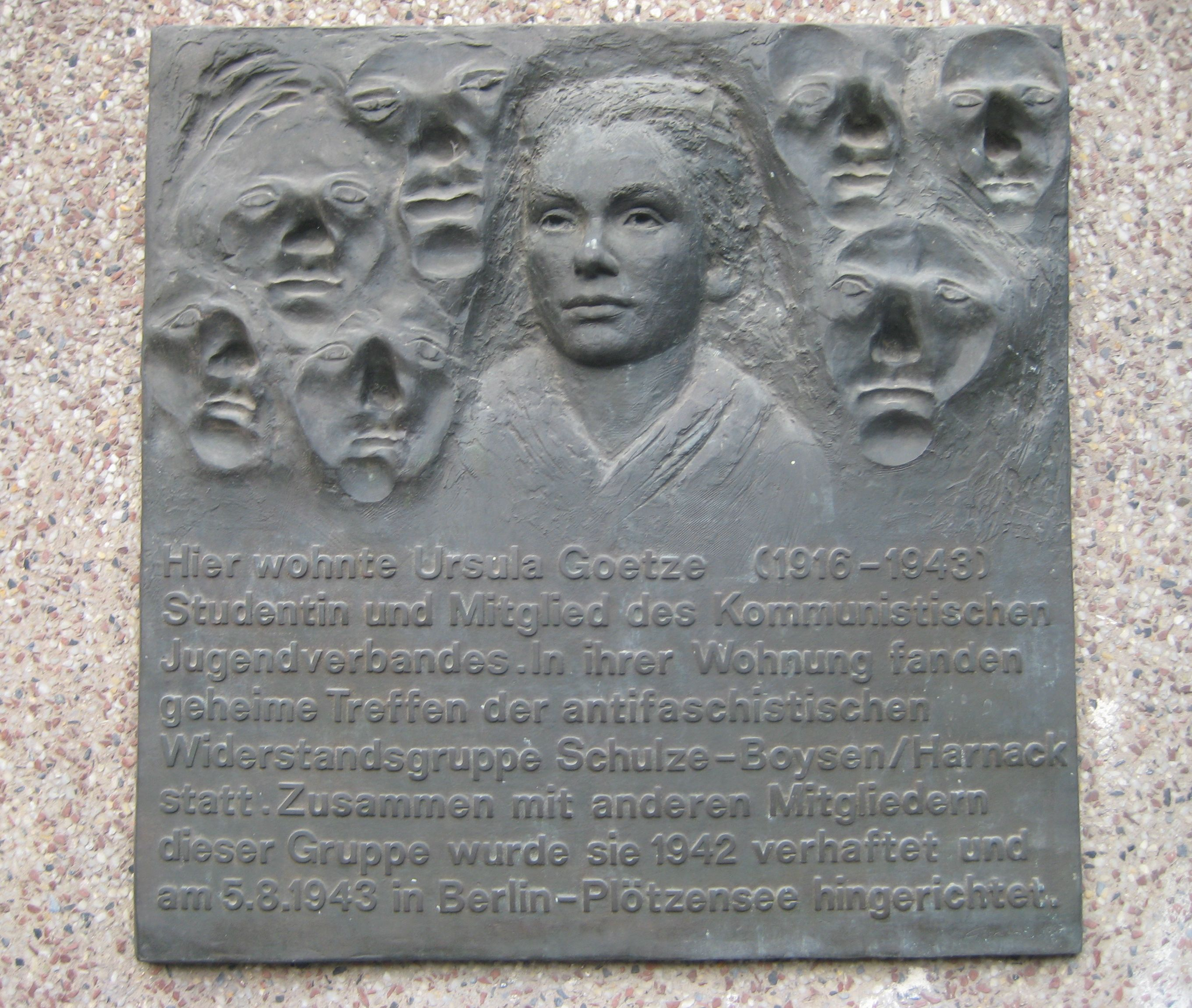
Gedenktafel am Haus Hornstraße 3, Berlin-Kreuzberg, gestaltet von Christa Ludwig 1987

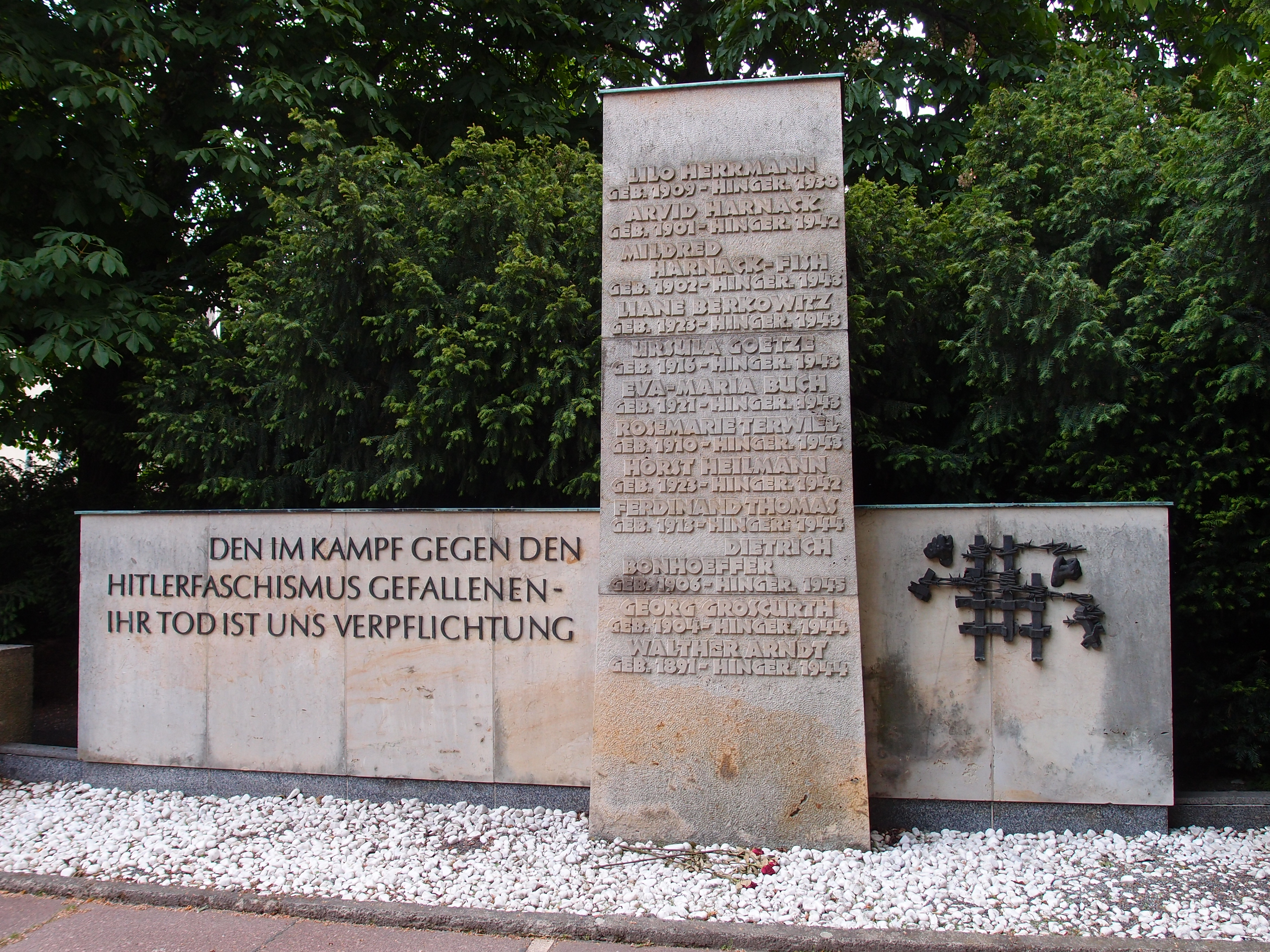
Denkmal für Ursula Goetze und andere Opfer des Hitlerfaschismus in Berlin-Mitte, Humboldt-Universität

Ursula Goetze (* 29. März 1916 in Berlin; † 5. August 1943 in Berlin-Plötzensee) war eine Studentin und Widerstandskämpferin gegen den Nationalsozialismus.

## Leben
Ursula Goetze stammte aus bürgerlichem Elternhaus. Sie war drittes Kind des Kaufmanns Otto Goetze und seiner Frau Margarete, die Großeltern führten ein Hotel. Nach dem Besuch des Lyzeums und einer Höheren Handelsschule, die sie kurz vor dem Abschluss verließ, arbeitete sie einige Jahre als Stenotypistin. Ab 1938 besuchte sie die Dr. Heilsche Abendschule in Schöneberg, um sich auf das Abitur vorzubereiten. Ihr Berufsziel war Lehrerin, auch weil sie meinte, so am wirkungsvollsten gegen das inzwischen etablierte NS-Regime arbeiten zu können. Nach bestandener Abiturprüfung nahm sie im April 1940 ein Studium der Philologie (Englisch und Französisch) an der Auslandswissenschaftlichen Fakultät der Berliner Universität auf.
Über ihren älteren Bruder Eberhard Goetze und über Mitschüler kam Goetze um 1930 zum Kommunistischen Jugendverband Deutschlands in Berlin-Neukölln. Schon vor 1933 wurde sie zweimal von der Polizei beim Flugblattverteilen aufgegriffen. Nach der Machtübernahme durch die NSDAP und ihre Bündnispartner brach sie den Kontakt zu ihren Genossen nicht ab, beteiligte sich vielmehr intensiv am Widerstand. Sie leistete Hilfsdienste für Angehörige der jüdischen Minderheit, beteiligte sich am illegalen Einschleusen verbotener Literatur aus dem Ausland. In ihrer Kreuzberger Wohnung in der Hornstraße kam man zusammen, um „Feindsender“ zu hören, übersetzte Flugblätter für die französische Résistance und plante Widerstandsaktivitäten. Goetze sammelte Geld für politisch Verfolgte, rassisch Diskriminierte und Zwangsarbeiter. Sie reiste zur Pariser Weltausstellung 1937, besuchte 1939 wenige Wochen vor Kriegsausbruch eine emigrierte jüdische Freundin und knüpfte Kontakte zur britischen Labour Party. Eine Emigration lehnte sie ab und kehrte nach Deutschland zurück, um gegen Hitler zu arbeiten. An der Heilschen Abendschule freundete sie sich besonders mit Eva Rittmeister (geb. Knieper) an. Fritz Thiel, Friedrich Rehmer, Liane Berkowitz und Hans Coppi schlossen sich diesem Kreis an. Unter Anleitung von John Rittmeister wandelte sich der Kreis von gemeinsamen Schularbeiten in einen Zirkel von Hitlergegnern. Gemeinsam wurde über verbotene Literatur gesprochen, ausländische Sender abgehört und analysiert. Mit ihren politischen Freunden bekam sie Kontakt zu Harro Schulze-Boysen, dem führenden Kopf des von der Gestapo als „Rote Kapelle“ bezeichneten Widerstandsnetzwerks. Mit Harro Schulze-Boysen und ihrem Freund Werner Krauss versuchte sie unter französischen Zwangsarbeitern Oppositionsgruppen aufzubauen. Sie traf sich mit ihnen auch in ihrer Wohnung. Die Bemühungen blieben im Ansatz stecken. Der Gestapo blieb dies wie auch ihre weiter bestehenden Kontakte zu ihren Genossen im kommunistischen Untergrund unbekannt. In der Schulze-Boysens Festnahme folgenden Verhaftungswelle wurde auch sie festgenommen und als Mitglied der Roten Kapelle verurteilt.

Klebezettel der „Roten Kapelle“

Am 17. Mai 1942 beteiligten sie und ihr Freund sich entgegen den Ratschlägen ihrer kommunistischen Freunde an der von Fritz Thiel und Harro Schulze-Boysen initiierten Protestaktion gegen die Propagandaausstellung „Das Sowjetparadies“ und klebten am Sachsendamm und im nördlich davon gelegenen Wohngebiet Rote Insel an die hundert Aufkleber „Ständige Ausstellung: DAS NAZI-PARADIES - Hunger, Lüge, Gestapo. Wie lange noch?“. Deshalb und wegen der Weitergabe von Flugblättern wurde sie am 18. Januar 1943 zum Tod verurteilt.
In der Haft entwickelte sie starke Schuldgefühle, weil sie meinte, bei Verhören mehr zugegeben zu haben als nötig und somit Werner Krauss, der starke Zweifel an der Zettelklebeaktion gehabt hatte, unnötig belastet zu haben. Sie nahm, um ihren Freund zu retten, alle Schuld auf sich oder beschuldigte den bereits hingerichteten Fritz Thiel der Falschaussage. Thiel hatte sie und Werner Krauss unter Folter stark belastet.
Am 5. August 1943 wurde das Todesurteil in Plötzensee durch Enthauptung mit dem Fallbeil vollstreckt. Ihr Körper kam in die Anatomie der Charité, wurde anschließend verbrannt und die Asche anonym verscharrt. Laut Todesurkunde war sie „gottgläubig“.
Nach dem NS-Ende gab es einen Versuch, die Hornstraße in Ursula-Goetze-Straße umzubenennen. Ein 1946 erschienener Stadtplan dokumentiert bereits eine Ursula-Goetze-Straße dort. Der Versuch scheiterte jedoch. Die näheren Umständen sind nicht bekannt.

## Ehrungen
- Im Hof der Humboldt-Universität in Berlin-Mitte (Unter den Linden 6) gibt es einen Gedenkstein.[5]
- An ihrem letzten Wohnhaus in der Hornstraße 3 (Bezirk Kreuzberg) gibt es eine Erinnerungstafel (siehe Bild oben)
- Nach ihr wurde die Ursula-Goetze-Straße in Berlin-Karlshorst benannt.
- Aus Anlass des 100. Geburtstags fand im Rathaus Kreuzberg auf Antrag der Bezirksverordnetenversammlung und der SPD eine Gedenkveranstaltung statt. Die Partei Die Linke hatte darüber hinaus beantragt, „eine Benennung im öffentlichen Straßenland“ vorzunehmen, nämlich den „Grünzug in der Hornstraße“ nach Ursula Goetze zu benennen. Gemeint war der begrünte Mittelstreifen der Straße ohne Anrainer.[6][7]
- In der Gedenkstätte der Sozialisten ist ihr Name auf der großen Porphyr-Gedenktafel verzeichnet.